# Jean-Claude Darouy
Jean-Claude Darouy (Sablons, 30 de agosto de 1944-Lormont, 8 de agosto de 2006) fue un deportista francés que compitió en remo como timonel. Participó en los Juegos Olímpicos de Tokio 1964, obteniendo una medalla de plata en la prueba de dos con timonel.

## Palmarés internacional
| Juegos Olímpicos | Juegos Olímpicos | Juegos Olímpicos | Juegos Olímpicos |
| Año              | Lugar            | Medalla          | Prueba           |
| ---------------- | ---------------- | ---------------- | ---------------- |
| 1964             | Tokio (Japón)    | Medalla de plata | Dos con timonel  |